# Краљевина Острогота
Краљевина Острогота је назив за државу која је постојала у Европи између 5. и 6. века. Основали су је Остроготи, народ германског порекла. Пре стварања краљевине, Остроготи су били под влашћу Хунског каганата, али су, победивши Хуне у бици на реци Недао 454. године, збацили хунску власт и створили сопствену државу.

## Историја
Након слома готске прицрноморске државе, највећи део Острогота пао је под власт Хуна, док се део придружио Визиготима, а други део населио Крим. Након битке код Хадријанопоља, део који је пришао Визиготима насељава Панонију (вероватно област Срема) као федерати. Године 441. Хуни освајају ову област. Остроготи су на хунској страни учествовали у бици на Маурицијаковом пољу. Следеће године је Атила преко Јулијских Алпа упао у североисточну област Италије (Фурланију), заузео Павију и Милано, али је следеће године умро. Остроготи у Панонији ослободили су се Хуна и, под вођством Теодориха, насељавају Доњу Мезију. Теодорих је ујединио све Остроготе на Балкану и угрозио сам Цариград. 
Након свргавања Ромула Августула и проглашења Одоакара за германског краља Италије, Теодорих ступа у савезништво са Источноримским царством и 488. године креће на Италију. Одоакар се склонио у Равену коју Остроготи опседају. Опсада се одужила и Теодорих и Одоакар склапају договор по коме ће обојица владати Италијом. Десетак дана након споразума, Теодорих је убио Одоакара.
Након победе над Одоакаром, Теодорих постаје краљ Италије као мандатор Источноримског царства. Готско становништво није равномерно населило Италију. Највећи део населио је Падску низију, Лигурију и Северну Тоскану. Населили су и Истру, Далмацију и северну Хрватску (између Саве и Драве). Готи се нису измешали са римским становништвом у Италији. Римски сенат је формално сматран за највиши орган у држави, али је он решавао само питања из живота града Рима. Теодорих је био поглавар и Гота и Римљана. Он је за Остроготе био краљ, а за Римљане доживотни (али не и наследни) вршилац царских компетенција.
Теодорих је својој власти подвргао део Аламана, а Бургунде потиснуо у Прованси на реку Дром. Био је познат и по склапању политичких бракова. Због тога је у прве две деценије 6. века био најмоћнија личност Западне Европе. 
Ширење поседа остроготске аристократије на рачун Римљана довео је до непријатељства Острогота и Римљана. Године 523. византијски цар Јустин је донео едикт по коме су сви јеретици искључени из државне управе. Тиме је аријанство Острогота стављено ван закона. Био је то узрок за избијање рата. Теодорих умире 30. августа 526. године. Наследио га је малолетни унук Аталарик уместо кога је као регент владала његова мајка, Амаласунта. Амаласунда се удала за свог рођака Теодахада како би обезбедила верност племства. Теодахат је одмах након женидбе утамничио Амаласунду. Византијски цар Јустинијан искористио је то као повод за објаву рата. Двадесетогодишњи рат довео је до слома Остроготске државе.

## Краљеви
- Теодорих Велики (471-526)
- Аталарих (526-534)
- Теодахат (534-536)
- Витигес (536-540)
- Теодебалд (540)
- Ерарих (540-541)
- Тотила (541-552)
- Тејас (552-553)